# Sveti Rajnerije
Sveti Rajnerije ili sv. Arnir (Romagna, Italija, o.  1100. – Dubrava, 4. kolovoza 1180.), bio je splitski nadbiskup i mučenik, a danas se slavi i kao suzaštitnik grada Splita.

## Životopis
Za splitskoga nadbiskupa imenovan je  1175. godine. Išao je zajedno s nekoliko splitskih plemića u Carigrad da se pokloni caru Emanuelu. Godine  1177. sazvao je apostolski legat Rajmund provincijalni crkveni sabor u Splitu na koji su pozvani svi metropliti i biskupi, ali nije poznato što se rješavalo na tom sinodu.:str. 104–105.
Došao je u spor s Kačićima zbog granica crkvenog imanja koje se nalazilo na granici posjeda između splitske i omiške komune te je 4. kolovoza 1180. godine kamenovan u klancu južno od sela Dubrava u Poljicima. Tijelo mu je preneseno u Split u ženski samostan sv. Benedikta.:str. 107–108. Crkvica Svetog Arnira (Rajnerija) sagrađena je od kamenog klesanca u planinskom klancu na mjestu pogibije, a u podu crkvice do danas izvire voda, za koju puk vjeruje da je čudotvorna. 
Papa Siksto V. dao ga je 1589. navesti kao svetoga u potpisu pod fresku u crkvi svetog Jeronima u Rimu, a papa Aleksandar VIII. je  1690. godine odobrio njegov oficij i imenovao ga suzaštitnikom Splitske nadbiskupije.

## Vanjske poveznice
- Marko Dragić, Suzaštitnik Splita sv. Arnir u kulturnoj baštini Splita i okolice, Kulturna baština, časopis za pitanja prošlosti splitskoga područja 45. Društvo prijatelja kulturne baštine Split, Split, 2019., 299–320.

| Prethodnik Gerardo Veronski (1167. – 1175.) | Splitsko-makarska nadbiskupija | Nasljednik Petar VII. Ugrin (1185. – 1187.) |